# Ильина Гора (Нижегородская область)
Ильина́ Гора́ — деревня в Володарском районе Нижегородской области, входит в состав Ильинского сельсовета.

## История
По переписным книгам 1678 года деревня входила в состав Раменского прихода и значилась за В.П. Волженским, в ней было 3 двора крестьянских и 5 бобыльских. 
В XIX — первой четверти XX века деревня входила в состав Мячковской волости Гороховецкого уезда Владимирской губернии, с 1926 года — в составе Гороховецкой волости Вязниковского уезда. В 1859 году в деревне числилось 50 дворов, в 1905 году — 98 дворов, в 1926 году — 152 дворов.
С 1929 года деревня являлась центром Ильиногорского сельсовета Гороховецкого района Ивановской Промышленной области, с 1936 года — в составе Ивановской области, с 1944 года — в составе Володарского района Горьковской области, с 1959 года — в составе Дзержинского района, с 1973 года — в составе Ильинского сельсовета, с 1985 года — в составе Володарского района. 

## Население
| 1859 | 1905 | 1926 | 1999 | 2002 | 2010 |
| ---- | ---- | ---- | ---- | ---- | ---- |
| 361  | ↗483 | ↗732 | ↘160 | ↗185 | ↗275 |

## Известные уроженцы и жители
- Арсений (Швецов) (1840—1908) — старообрядческий епископ Уральский, духовный писатель.